# Piano Salon Christophori
Der Piano Salon Christophori ist eine Sammlung historischer Konzertflügel und gleichzeitig ein Veranstaltungsort für Klavierabende, Kammermusik und Jazz in Berlin-Gesundbrunnen.

## Geschichte
Der Piano Salon Christophori wurde von dem Neurologen Christoph Schreiber gegründet und ist in den Uferhallen, einem ehemaligen Straßenbahndepot, in der Uferstraße ansässig. Das Straßenbahndepot gehört zu einem Ensemble von Bauten des Architekten Jean Krämer aus dem Jahr 1926.
Die Sammlung des Piano Salon umfasst etwa 120 Konzertflügel aus der Zeit von 1799 (Domenico Perotta) bis 1987, wobei der Sammlungsschwerpunkt auf französischen Instrumenten liegt.
Der Konzertraum fasst 199 Zuschauer und ist mit zahlreichen Teilen historischer Flügel dekoriert. Etwa zehn Flügel verschiedener Epochen stehen spielfähig auf der Bühne bereit. Darunter ein August Förster Quattrocord (1943), Flügel der Firma Érard von 1854, 1850 und 1880, zwei Challen von 1935 und 1940, ein Steinway D von 1950 sowie zwei Bösendorfer, ein früher von 1901 und ein moderner Imperial. Zahlreiche weitere Instrumente warten auf ihre Restaurierung.